# Barbara Myerhoff
Barbara Myerhoff, née à Cleveland le 16 février 1935 et morte à Burbank le 7 janvier 1985, est une anthropologiste et réalisatrice de films américaine, fondatrice du Centre d'anthropologie visuelle (en) à l'université du Sud de la Californie (USC).

## Biographie
Barbara Gay Siegel Myerhoff est née à Cleveland (Ohio) le 16 février 1935. C'est là qu'elle grandit, avant de partir s'installer à Los Angeles avec sa mère, Florence Siegel, et son beau-père, Norman Siegel.
Elle épouse Lee Myerhoff en 1954 ; ils divorcent en 1982. Elle a deux fils, Nicholas (1968) et Matthew (1971).
Elle obtient une licence de sociologie à l'université de Californie à Los Angeles en 1958, puis une maîtrise en « développement humain » à l'université de Chicago en 1963. Elle revient à l'université de Californie pour son doctorat en anthropologie (1968).
Elle consacre sa bourse à l'étude des rituels et des symboles. Sa thèse, et le livre qui a suivi, Peyote Hunt: the Sacred Journey of the Huichol Indians (1974), sont très appréciés pour leur étude des pèlerinages et de la vie religieuse d'une tribu amérindienne mexicaine. Barbara Myerhoff est la première personne non-huichol à participer au pèlerinage annuel du peuple Huichol. Elle profite de l'occasion pour comprendre comment rituels et symboles sont utilisés pour véhiculer le sens et la mémoire d'un peuple coupé de sa terre natale et contraint de vivre au sein d'une culture dominante hostile. Le livre est nommé au National Book Award en 1976.
Barbara Myerhoff explore les mêmes thèmes avec la communauté de personnes âgées juives de Venice. Elle étudie la façon dont les récits et les rituels, traditionnels et inventés, permettent à ces personnes de maintenir un lien social à la fois rassurant et fragile. Elle utilise notamment le terme de « cérémonie définitionnelle » pour décrire ces assemblées réunissant la communauté dans lesquels les membres ont l'occasion de raconter et de re-raconter, d'interpréter et de ré-interpréter les histoires de leur vie. Ces cérémonies définitionnelles sont un antidote aux effets de l'isolement vécu par les gens de cette communauté et au sentiment d'invisibilité qui est le principal résultat de cet isolement. Son travail est documenté dans le film ethnographique Number Our Days de 1976, dirigé par Lynne Littman. Number Our Days est publié sous forme de livre en 1979, puis adapté pour le théâtre et représenté au Mark Taper Forum (en) en 1981.
Son intérêt pour les documentaires et les films ethnographiques l'amènent à mettre en place un cursus d'Anthropologie visuelle à l'USC, où elle préside le département d'anthropologie de 1976 à 1980.
Elle collabore avec Lynne Littman et Vikram Jayanti (en) sur le film In Her Own Time, qui relate son combat contre le cancer et les dernières semaines de sa vie, consacrées à l'étude de la communauté juive de Fairfax à Los Angeles. Le film montre comment certains membres de la communauté l'ont aidée jusqu'au bout à faire face à sa maladie.
Barbara Myerhoff meurt le 7 janvier 1985 à l'âge de 49 ans ; elle laisse une œuvre remarquable, tant par ses écrits que dans ses films.

## Récompenses
- 1977 : Oscar du meilleur court métrage documentaire pour le film Number Our Days.

## Filmographie
- Number Our Days (1976)
- In Her Own Time (1986)

## Publications
- (en) Barbara G. Myerhoff, Peyote Hunt : The Sacred Journey of the Huichol Indians, Cornell University Press, 1974 (ISBN 978-0-8014-9137-5)
- (en) Barbara G. Myerhoff, Number our days, New York, Dutton, 1978
- (en) Barbara Myerhoff et Marc Kaminsky (editor), Remembered Lives : The Work of Ritual, Storytelling, and Growing Older, University of Michigan Press, 1992 (ISBN 978-0-472-08177-6)
- (en) Jay Ruby (préf. Barbara Myerhoff et Jay Ruby), Crack in the Mirror : Reflexive Perspectives in Anthropology, University of Pennsylvania Press, 1982 (ISBN 978-0-8122-7815-6, lire en ligne)